# Kristelig Forening for Unge Menn-Kameratene Oslo 2019
Questa voce raccoglie le informazioni riguardanti il Kristelig Forening for Unge Menn-Kameratene Oslo nelle competizioni ufficiali della stagione 2019.

## Stagione
Il KFUM Oslo ha chiuso il campionato al 4º posto finale, partecipando pertanto alle qualificazioni all'Eliteserien, direttamente al secondo turno in virtà del piazzamento stagionale: dopo aver eliminato il Kongsvinger, la squadra si è arresa allo Start nel terzo. L'avventura nel Norgesmesterskapet si è chiusa invece ai quarti di finale, con l'eliminazione subita per mano dell'Odd.

## Maglie e sponsor
Lo sponsor tecnico per la stagione 2019 è stato Adidas, mentre lo sponsor ufficiale è stato OBOS. La divisa casalinga è composta da una maglietta bianca con una larga striscia verticale rossa, pantaloncini blu e calzettoni bianchi. La divisa da trasferta è invece costituita da una maglietta blu con rifiniture bianche, pantaloncini bianchi e calzettoni blu.
| Casa | Trasferta |

## Rosa
| N. |                     | Ruolo | Calciatore               |
| -- | ------------------- | ----- | ------------------------ |
| 1  | Canada (bandiera)   | P     | Simon Thomas             |
| 3  | Gambia (bandiera)   | D     | Dadi Dodou Gaye          |
| 4  | Norvegia (bandiera) | D     | Sebastian Jarl           |
| 4  | Norvegia (bandiera) | C     | Kristoffer Hagen         |
| 5  | Norvegia (bandiera) | D     | Håkon Aalmen             |
| 6  | Norvegia (bandiera) | C     | Daniel Fredheim Holm     |
| 7  | Norvegia (bandiera) | C     | Robin Rasch              |
| 8  | Norvegia (bandiera) | C     | Stian Sortevik           |
| 9  | Norvegia (bandiera) | A     | Abdul-Basit Agouda       |
| 11 | Norvegia (bandiera) | A     | David Tavakoli           |
| 11 | Norvegia (bandiera) | A     | Moses Mawa               |
| 12 | Norvegia (bandiera) | P     | Knut-André Skjærstein    |
| 13 | Norvegia (bandiera) | P     | Jonathan Ward Ådlandsvik |
| 15 | Norvegia (bandiera) | D     | Mansour Gueye            |
| 16 | Norvegia (bandiera) | A     | Fisnik Kastrati          |
| 18 | Norvegia (bandiera) | C     | Olav Øby                 |

| N. |                     | Ruolo | Calciatore           |
| -- | ------------------- | ----- | -------------------- |
| 19 | Norvegia (bandiera) | A     | Yannis Moula         |
| 20 | Norvegia (bandiera) | A     | Juba Moula           |
| 21 | Norvegia (bandiera) | C     | Tore André Sørås     |
| 22 | Norvegia (bandiera) | C     | Fredrik Levorstad    |
| 23 | Norvegia (bandiera) | D     | Marius Brevig        |
| 24 | Norvegia (bandiera) | D     | Halvard Gotaas Bonde |
| 25 | Norvegia (bandiera) | D     | Tobias Collett       |
| 26 | Norvegia (bandiera) | C     | Lars Olden Larsen    |
| 27 | Norvegia (bandiera) | A     | Simen Vedvik         |
| 28 | Francia (bandiera)  | D     | Emmanuel Troudart    |
| 29 | Norvegia (bandiera) | C     | Rahul Sharma         |
| 30 | Norvegia (bandiera) | C     | Isak Yri Øystese     |
| 31 | Norvegia (bandiera) | A     | Kristian Brix        |
| 33 | Norvegia (bandiera) | D     | Jørgen Hammer        |
| 37 | Norvegia (bandiera) | C     | Håkon Stavrum        |
| 40 | Norvegia (bandiera) | P     | Christoffer Bugge    |

## Calciomercato

### Sessione invernale(dal 09/01 al 01/04)
| Arrivi | Arrivi               | Arrivi | Arrivi     |
| R.     | Nome                 | da     | Modalità   |
| ------ | -------------------- | ------ | ---------- |
| P      | Simon Thomas         |        | svincolato |
| D      | Emmanuel Troudart    |        | svincolato |
| C      | Olav Øby             |        | svincolato |
| A      | Abdul-Basit Agouda   | Stabæk | definitivo |
| A      | Kristian Brix        |        | svincolato |
| A      | Daniel Fredheim Holm |        | svincolato |

| Partenze | Partenze                  | Partenze  | Partenze   |
| R.       | Nome                      | a         | Modalità   |
| -------- | ------------------------- | --------- | ---------- |
| P        | Anders Mattingsdal        | Oldenborg | definitivo |
| D        | Mounir El Masrouri        |           | ritiro     |
| D        | Erik Stafford Germundsson |           | svincolato |
| C        | Mohammed Jatta            |           | svincolato |
| A        | Yassin Rfifi              |           | svincolato |

### Tra le due sessioni
| Arrivi | Arrivi | Arrivi | Arrivi   |
| R.     | Nome   | da     | Modalità |
| ------ | ------ | ------ | -------- |

| Partenze | Partenze         | Partenze | Partenze   |
| R.       | Nome             | a        | Modalità   |
| -------- | ---------------- | -------- | ---------- |
| C        | Kristoffer Hagen | Oppsal   | definitivo |

### Sessione estiva(dal 01/08 al 31/08)
| Arrivi | Arrivi         | Arrivi | Arrivi     |
| R.     | Nome           | da     | Modalità   |
| ------ | -------------- | ------ | ---------- |
| A      | David Tavakoli | Skeid  | definitivo |

| Partenze | Partenze   | Partenze        | Partenze   |
| R.       | Nome       | a               | Modalità   |
| -------- | ---------- | --------------- | ---------- |
| C        | Olav Øby   | Kristiansund BK | definitivo |
| A        | Moses Mawa | Strømsgodset    | definitivo |

### Dopo la sessione estiva
| Arrivi | Arrivi         | Arrivi       | Arrivi   |
| R.     | Nome           | da           | Modalità |
| ------ | -------------- | ------------ | -------- |
| D      | Sebastian Jarl | Sarpsborg 08 | prestito |

| Partenze | Partenze | Partenze | Partenze |
| R.       | Nome     | a        | Modalità |
| -------- | -------- | -------- | -------- |

## Risultati

### 1. divisjon

#### Girone di andata
| Arbitro: | Moen |

|          |           |  |
| Tito 90’ | Marcatori |  |

| Arbitro: | Følstad Skarsem (Trondheim) |

|          |           |                             |
| Mawa 68’ | Marcatori | 27’ Sigurðarson 38’ Skaanes |

| Kongsvinger 14 aprile 2019, ore 15:00 3ª giornata | Kongsvinger | 0 – 0 referto | KFUM Oslo | Gjemselund Stadion (1.423 spett.)\| Arbitro: \| Higraff \| |
| Arbitro:                                          | Higraff     |               |           |                                                            |

| Arbitro: | Aslam |

|                       |           |          |
| Olden Larsen 38’, 47’ | Marcatori | 86’ Dang |

| Arbitro: | Lien |

|                       |           |                                |
| Eriksen 60’ Kachi 81’ | Marcatori | 17’, 90’ Mawa 36’ Olden Larsen |

| Arbitro: | Moen |

|                                                  |           |  |
| Olden Larsen 18’, 25’ Mawa 38’ J. Moula 56’, 62’ | Marcatori |  |

| Arbitro: | Higraff |

|                                          |           |                      |
| Rindarøy 52’ Ramsland 67’, 90’ Ndour 89’ | Marcatori | 6’, 55’ Olden Larsen |

| Arbitro: | Sinnes |

|                  |           |  |
| Olden Larsen 33’ | Marcatori |  |

| Arbitro: | Bodding |

|                             |           |                       |
| Andersen 51’ H. Lysvoll 57’ | Marcatori | 17’ Øby 23’, 78’ Mawa |

| Arbitro: | Hauge |

|                                        |           |            |
| Kastrati 34’ Øby 42’ Mawa 64’ Brix 73’ | Marcatori | 32’ Brekke |

| Arbitro: | Amland (Bergen) |

|              |           |            |
| Tavakoli 90’ | Marcatori | 44’ Hammer |

| Arbitro: | Hansen Grøtta |

|                  |           |  |
| Mawa 20’ Øby 25’ | Marcatori |  |

| Arbitro: | Amland (Bergen) |

|                                                           |           |                      |
| Kristiansen 33’ Martin Trøen 37’ (rig.) Kitolano 45’, 53’ | Marcatori | 28’ Hammer 52’ Rasch |

| Arbitro: | Sinnes |

|                  |           |                                              |
| Mawa 25’ Øby 64’ | Marcatori | 49’ Ólafsson 88’ Fet 90’ Agdestein 90’ Guèye |

| Arbitro: | Sinnes |

|                   |           |              |
| Brix 21’ Mawa 88’ | Marcatori | 25’ Maigaard |

#### Girone di ritorno
| Arbitro: | Følstad Skarsem (Trondheim) |

|                         |           |                     |
| Mehnert 10’ Anthony 21’ | Marcatori | 45’ Sørås 51’ Rasch |

| Arbitro: | Moen |

|                                   |           |  |
| Hammer 27’ Rasch 45’ Y. Moula 54’ | Marcatori |  |

| Arbitro: | Bodding |

|                                                      |           |                                            |
| Enkerud 9’ Lønstad Onsrud 27’ Bolkan Nordli 59’, 63’ | Marcatori | 15’ Sørås 30’ Sortevik 50’ Brix 61’ Agouda |

| Arbitro: | Aslam |

|                       |           |                          |
| Dang 71’ Håbestad 87’ | Marcatori | 3’ Sortevik 28’ Y. Moula |

| Arbitro: | Tennøy |

|                                                                 |           |             |
| Agouda 27’ Sortevik 35’ Hammer 62’ Fredheim Holm 86’ Vedvik 90’ | Marcatori | 71’ Scriven |

| Notodden 1º settembre 2019, ore 18:00 21ª giornata        | Notodden  | 1 – 1 referto | KFUM Oslo | Idrettsparken (438 spett.) |
| \| \| \| \| \| Brekke 20’ \| Marcatori \| 79’ Tavakoli \| |           |               |           |                            |
|                                                           |           |               |           |                            |
| Brekke 20’                                                | Marcatori | 79’ Tavakoli  |           |                            |

| Arbitro: | Hansen Grøtta |

|                          |           |             |
| Sortevik 5’ Tavakoli 75’ | Marcatori | 28’ Michael |

| Arbitro: | Lien |

|                                 |           |                  |
| Agdestein 45’ Castro 55’ (rig.) | Marcatori | 44’ (rig.) Rasch |

| Arbitro: | Higraff |

|                              |           |                             |
| Sortevik 25’, 83’ Hammer 81’ | Marcatori | 30’ Grorud 39’, 72’ Storbæk |

| Arbitro: | Hauge |

|                   |           |  |
| Strand Nilsen 52’ | Marcatori |  |

| Arbitro: | Aslam |

|             |           |             |
| Tavakoli 8’ | Marcatori | 70’ Løvland |

| Kristiansand 20 ottobre 2019, ore 18:00 27ª giornata | Start         | 0 – 0 referto | KFUM Oslo | Sparebanken Sør Arena (4.972 spett.)\| Arbitro: \| Hansen Grøtta \| |
| Arbitro:                                             | Hansen Grøtta |               |           |                                                                     |

| Arbitro: | Moen |

|  |           |             |
|  | Marcatori | 8’ Marklund |

| Arbitro: | Hansen Grøtta |

|  |           |                                    |
|  | Marcatori | 75’ Olden Larsen 80’, 90’ J. Moula |

| Arbitro: | Hauge |

|            |           |  |
| Agouda 41’ | Marcatori |  |

#### Qualificazioni all'Eliteserien
| Arbitro: | Følstad Skarsem (Flaktveit) |

|                           |           |  |
| Brix 25’ Olden Larsen 74’ | Marcatori |  |

| Arbitro: | Saggi (Drammen) |

|          |           |  |
| Lowe 32’ | Marcatori |  |

### Norgesmesterskapet
| Arbitro: | Bye |

|  |           |              |
|  | Marcatori | 90’ Troudart |

| Arbitro: | Pettersen |

|                           |           |                                |
| Skaug 34’ Fallås Dahl 89’ | Marcatori | 32’, 90’ Kastrati 50’ Y. Moula |

| Arbitro: | Skjerven (Kaupanger) |

|  |           |                               |
|  | Marcatori | 16’, 28’, 32’ Mawa 24’ Agouda |

| Arbitro: | Ødegaard |

|                   |           |                      |
| Sortevik 17’, 90’ | Marcatori | 31’ Finjord Ringberg |

| Arbitro: | Saggi (Drammen) |

|                               |           |                                                             |
| Tavakoli 32’ Olden Larsen 80’ | Marcatori | 31’ Børven 38’ Lauritsen 74’, 85’ Møller Delaveris 84’ Hoff |

## Statistiche

### Statistiche di squadra
| Competizione          | Punti | In casa | In casa | In casa | In casa | In casa | In casa | In trasferta | In trasferta | In trasferta | In trasferta | In trasferta | In trasferta | Totale | Totale | Totale | Totale | Totale | Totale | DR  |
| Competizione          | Punti | G       | V       | N       | P       | Gf      | Gs      | G            | V            | N            | P            | Gf           | Gs           | G      | V      | N      | P      | Gf     | Gs     | DR  |
| --------------------- | ----- | ------- | ------- | ------- | ------- | ------- | ------- | ------------ | ------------ | ------------ | ------------ | ------------ | ------------ | ------ | ------ | ------ | ------ | ------ | ------ | --- |
| 1. divisjon           | 48    | 15      | 10      | 2       | 3       | 34      | 16      | 15           | 3            | 7            | 5            | 24           | 26           | 30     | 13     | 9      | 8      | 58     | 42     | +16 |
| Qual. all'Eliteserien | -     | 1       | 1       | 0       | 0       | 2       | 0       | 1            | 0            | 0            | 1            | 0            | 1            | 2      | 1      | 0      | 1      | 2      | 1      | +1  |
| Norgesmesterskapet    | -     | 2       | 1       | 0       | 1       | 4       | 6       | 3            | 3            | 0            | 0            | 8            | 2            | 5      | 4      | 0      | 1      | 12     | 8      | +4  |
| Totale                | -     | 18      | 12      | 2       | 4       | 40      | 22      | 19           | 6            | 7            | 6            | 32           | 29           | 37     | 18     | 9      | 10     | 72     | 51     | +21 |

### Andamento in campionato
| Giornata  | 1  | 2  | 3  | 4  | 5 | 6 | 7 | 8 | 9 | 10 | 11 | 12 | 13 | 14 | 15 | 16 | 17 | 18 | 19 | 20 | 21 | 22 | 23 | 24 | 25 | 26 | 27 | 28 | 29 | 30 |
| --------- | -- | -- | -- | -- | - | - | - | - | - | -- | -- | -- | -- | -- | -- | -- | -- | -- | -- | -- | -- | -- | -- | -- | -- | -- | -- | -- | -- | -- |
| Luogo     | T  | C  | T  | C  | T | C | T | C | T | C  | T  | C  | T  | C  | C  | T  | C  | T  | T  | C  | T  | C  | T  | C  | T  | C  | T  | C  | T  | C  |
| Risultato | P  | P  | N  | V  | V | V | P | V | V | V  | N  | V  | P  | P  | V  | N  | V  | N  | N  | V  | N  | V  | P  | N  | P  | N  | N  | P  | V  | V  |
| Posizione | 14 | 14 | 13 | 11 | 8 | 4 | 8 | 5 | 4 | 4  | 5  | 3  | 6  | 6  | 5  | 5  | 4  | 4  | 4  | 4  | 4  | 4  | 4  | 4  | 4  | 4  | 4  | 6  | 4  | 4  |

Fonte:  OBOS-ligaen 2019, su altomfotball.no, Altomfotball.
Legenda:

Luogo: C = Casa; T = Trasferta. Risultato: V = Vittoria; N = Pareggio; P = Sconfitta.

### Statistiche dei giocatori
| Giocatore          | Eliteserien | Eliteserien | Eliteserien | Eliteserien | Norgesmesterskapet | Norgesmesterskapet | Norgesmesterskapet | Norgesmesterskapet | Coppe europee | Coppe europee | Coppe europee | Coppe europee | Qual. all'Eliteserien | Qual. all'Eliteserien | Qual. all'Eliteserien | Qual. all'Eliteserien | Totale   | Totale | Totale      | Totale     |
| Giocatore          | Presenze    | Reti        | Ammonizioni | Espulsioni  | Presenze           | Reti               | Ammonizioni        | Espulsioni         | Presenze      | Reti          | Ammonizioni   | Espulsioni    | Presenze              | Reti                  | Ammonizioni           | Espulsioni            | Presenze | Reti   | Ammonizioni | Espulsioni |
| ------------------ | ----------- | ----------- | ----------- | ----------- | ------------------ | ------------------ | ------------------ | ------------------ | ------------- | ------------- | ------------- | ------------- | --------------------- | --------------------- | --------------------- | --------------------- | -------- | ------ | ----------- | ---------- |
| H. Aalmen          | 3           | 0           | 0           | 0           | 2                  | 0                  | 0                  | 0                  |               |               |               |               | 0                     | 0                     | 0                     | 0                     | 5        | 0      | 0           | 0          |
| A. Agouda          | 26          | 3           | 1           | 0           | 5                  | 1                  | 0                  | 0                  |               |               |               |               | 0                     | 0                     | 0                     | 0                     | 31       | 4      | 1           | 0          |
| M. Brevig          | 2           | 0           | 0           | 0           | 0                  | 0                  | 0                  | 0                  |               |               |               |               | 0                     | 0                     | 0                     | 0                     | 2        | 0      | 0           | 0          |
| K. Brix            | 26          | 3           | 2           | 0           | 3                  | 0                  | 0                  | 0                  |               |               |               |               | 2                     | 1                     | 1                     | 0                     | 31       | 4      | 3           | 0          |
| C. Bugge           | 0           | 0           | 0           | 0           | 0                  | 0                  | 0                  | 0                  |               |               |               |               | 0                     | 0                     | 0                     | 0                     | 0        | 0      | 0           | 0          |
| T. Collett         | 21          | 0           | 0           | 0           | 5                  | 0                  | 0                  | 0                  |               |               |               |               | 2                     | 0                     | 1                     | 0                     | 28       | 0      | 1           | 0          |
| D. Fredheim Holm   | 11          | 1           | 2           | 1           | 4                  | 0                  | 0                  | 0                  |               |               |               |               | 2                     | 0                     | 0                     | 0                     | 17       | 1      | 2           | 1          |
| D. Gaye            | 29          | 0           | 1           | 0           | 3                  | 0                  | 0                  | 0                  |               |               |               |               | 2                     | 0                     | 0                     | 0                     | 34       | 0      | 1           | 0          |
| H. Gotaas Bonde    | 0           | 0           | 0           | 0           | 0                  | 0                  | 0                  | 0                  |               |               |               |               | 0                     | 0                     | 0                     | 0                     | 0        | 0      | 0           | 0          |
| M. Gueye           | 16          | 0           | 3           | 0           | 2                  | 0                  | 0                  | 0                  |               |               |               |               | 2                     | 0                     | 0                     | 0                     | 20       | 0      | 3           | 0          |
| K. Hagen           | 0           | 0           | 0           | 0           | 0                  | 0                  | 0                  | 0                  |               |               |               |               | 0                     | 0                     | 0                     | 0                     | 0        | 0      | 0           | 0          |
| J. Hammer          | 26          | 5           | 5           | 0           | 2                  | 0                  | 0                  | 0                  |               |               |               |               | 2                     | 0                     | 1                     | 0                     | 30       | 5      | 6           | 0          |
| S. Jarl            | 6           | 0           | 0           | 0           | 1                  | 0                  | 0                  | 0                  |               |               |               |               | 2                     | 0                     | 1                     | 0                     | 9        | 0      | 1           | 0          |
| F. Kastrati        | 11          | 1           | 0           | 0           | 4                  | 2                  | 0                  | 0                  |               |               |               |               | 0                     | 0                     | 0                     | 0                     | 15       | 3      | 0           | 0          |
| F. Levorstad       | 0           | 0           | 0           | 0           | 1                  | 0                  | 0                  | 0                  |               |               |               |               | 0                     | 0                     | 0                     | 0                     | 1        | 0      | 0           | 0          |
| M. Mawa            | 15          | 10          | 3           | 0           | 3                  | 3                  | 0                  | 0                  |               |               |               |               | -                     | -                     | -                     | -                     | 18       | 13     | 3           | 0          |
| J. Moula           | 12          | 4           | 2           | 0           | 1                  | 0                  | 0                  | 0                  |               |               |               |               | 2                     | 0                     | 0                     | 0                     | 15       | 4      | 2           | 0          |
| Y. Moula           | 20          | 2           | 2           | 0           | 4                  | 1                  | 0                  | 0                  |               |               |               |               | 2                     | 0                     | 0                     | 0                     | 26       | 3      | 2           | 0          |
| O. Øby             | 18          | 4           | 4           | 0           | 3                  | 0                  | 0                  | 0                  |               |               |               |               | -                     | -                     | -                     | -                     | 21       | 4      | 4           | 0          |
| L. Olden Larsen    | 26          | 9           | 1           | 0           | 3                  | 1                  | 0                  | 0                  |               |               |               |               | 2                     | 1                     | 0                     | 0                     | 31       | 11     | 1           | 0          |
| R. Rasch           | 24          | 4           | 4           | 0           | 4                  | 0                  | 0                  | 0                  |               |               |               |               | 2                     | 0                     | 0                     | 0                     | 30       | 4      | 4           | 0          |
| R. Sharma          | 0           | 0           | 0           | 0           | 0                  | 0                  | 0                  | 0                  |               |               |               |               | 0                     | 0                     | 0                     | 0                     | 0        | 0      | 0           | 0          |
| K. Skjærstein      | 25          | -32         | 1           | 0           | 1                  | -5                 | 0                  | 0                  |               |               |               |               | 2                     | -1                    | 0                     | 0                     | 28       | -38    | 1           | 0          |
| T. Sørås           | 29          | 2           | 2           | 0           | 5                  | 0                  | 0                  | 0                  |               |               |               |               | 0                     | 0                     | 0                     | 0                     | 34       | 2      | 2           | 0          |
| S. Sortevik        | 29          | 6           | 4           | 0           | 5                  | 2                  | 0                  | 0                  |               |               |               |               | 2                     | 0                     | 0                     | 0                     | 36       | 8      | 4           | 0          |
| H. Stavrum         | 4           | 0           | 0           | 0           | 0                  | 0                  | 0                  | 0                  |               |               |               |               | 0                     | 0                     | 0                     | 0                     | 4        | 0      | 0           | 0          |
| D. Tavakoli        | 7           | 3           | 0           | 0           | 1                  | 1                  | 0                  | 0                  |               |               |               |               | 2                     | 0                     | 0                     | 0                     | 10       | 4      | 0           | 0          |
| S. Thomas          | 7           | -10         | 0           | 0           | 4                  | -3                 | 0                  | 0                  |               |               |               |               | 0                     | 0                     | 0                     | 0                     | 11       | -13    | 0           | 0          |
| E. Troudart        | 20          | 0           | 5           | 0           | 3                  | 1                  | 0                  | 0                  |               |               |               |               | 0                     | 0                     | 0                     | 0                     | 23       | 1      | 5           | 0          |
| S. Vedvik          | 7           | 1           | 0           | 0           | 1                  | 0                  | 0                  | 0                  |               |               |               |               | 0                     | 0                     | 0                     | 0                     | 8        | 1      | 0           | 0          |
| J. Ward Ådlandsvik | 0           | 0           | 0           | 0           | 0                  | 0                  | 0                  | 0                  |               |               |               |               | 0                     | 0                     | 0                     | 0                     | 0        | 0      | 0           | 0          |
| I. Yri Øystese     | 0           | 0           | 0           | 0           | 0                  | 0                  | 0                  | 0                  |               |               |               |               | 0                     | 0                     | 0                     | 0                     | 0        | 0      | 0           | 0          |